# Kombinált ciklus
A kombinált ciklus olyan termodinamikai körfolyamat, amely több egyszerű körfolyamatból áll. A hőerőgépek a tüzelőanyag elégetéséből származó hőenergiának csak egy részét (általában 50%-nál kevesebbet) képes villamos energiává alakítani. A hőenergia többi része veszteségként a környezetet melegíti. Két vagy több megfelelően választott körfolyamat, például a Brayton–Joule-ciklus és a Rankine-ciklus együttműködése a rendszer összhatásfokát javítja.
A kombinált ciklusú erőműben egy gázturbina-generátor egység elektromos áramot termel, a gázturbinából távozó még meleg gázzal pedig, amely egyébként veszteséget jelentene, gőzt termelnek; ez gőzturbinát hajt, amely egy másik generátorral áramot termeltet. Ezzel a megoldással az elektromos energiatermelés összhatásfoka javul. Európában és Észak-Amerikában a legtöbb új gáztüzelésű erőmű ebben a rendszerben épül.
A hőerőművek többségében az elsődleges energiaforrás (a tüzelőanyag), elégetéséből származó nagyhőmérsékletű hőenergia, ebből egyrészt elektromos energiát termel, másrészt alacsony hőmérsékletű hőenergiát bocsát ki. Szabályként megállapítható, hogy minél nagyobb a hőmérsékletkülönbség a bevezetett és elvezetett hő között, annál jobb lesz az erőmű hatásfoka (lásd Carnot-ciklus). Ezt a célt a Rankine-ciklus (gőz) és Brayton–Joule-ciklus (gáz) kombinációjával érik el. Ilyen megoldásokat alkalmaznak hajók hajtására is, ezt kombinált gáz- és gőzturbina-hajtásnak, vagy angol rövidítéssel COGAS-nak hívják.

## Konstrukciós elvek
Egy gőzturbinás erőműben a munkaközeg vízgőz. A nagynyomású gőz erős, terjedelmes alkatrészeket kíván. A magas hőmérséklet pedig drága ötvözetek, nikkel és króm alkalmazását teszi szükségessé az olcsó acéllal szemben. Ezek az ötvözetek is gyakorlatilag legfeljebb 655 °C gőzhőmérsékletet tesznek lehetővé, a hőleadás hőmérsékletét pedig a környezet hőmérséklete határozza meg. Ez a két hőmérséklet a kizárólag gőzzel működő erőmű hatásfokát 35-42%-ra korlátozza.

Kombinált ciklusú erőmű vázlata
1 - generátorok,
2 - gőzturbina, 3 - kondenzátor, 4 - tápszivattyú,
5 - gőzkazán, 6 - gázturbina

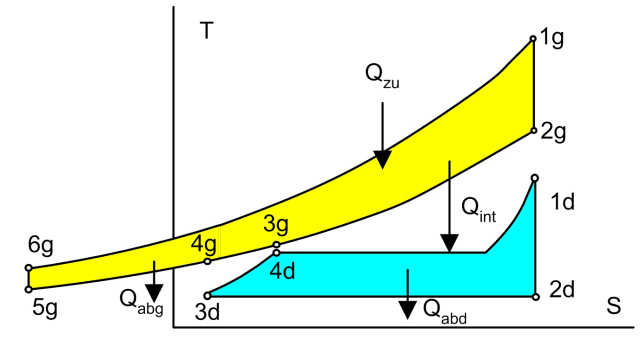
Kombinált körfolyamat T-s diagramja

Egy nyitott gázturbina körfolyamat kompresszorból, égőkamrából és turbinából áll. A gázturbinákhoz felhasznált hőálló anyagok mennyisége kicsi (mivel a kis nyomás miatt nincs szükség nagy falvastagságra), és ezért drága anyagok is gazdaságosan felhasználhatók. Az ilyen körfolyamatokban a turbinába belépő gáz hőmérséklete (az égési hőmérséklet) viszonylag magas: 900-1350 °C. A turbinából kilépő gázok hőmérséklete szintén magas: 450-650 °C. Ez a hőmérséklet viszont elég magas ahhoz, hogy egy második vízgőzzel működő Rankine-körfolyamat hőforrásául szolgáljon. A kombinált ciklusú erőművekben a gázturbina kilépő gázait egy gőzfejlesztő hőcserélőbe vezetve 420-580 °C hőmérsékletű frissgőzt fejlesztenek. A Rankine-ciklus kondenzátorát általában folyóból, tóból vagy tengerből nyert vízzel hűtik, vagy hűtőtoronyban lehűtött visszakeringetett hűtővízzel hűtik. Ennek hőmérséklete 35 °C körüli.

## A kombinált erőművek hatásfoka
A gázturbinás és gőzturbinás ciklusok kombinációjával magas hőbevezetési hőmérsékletet és alacsony hőleadási hőmérsékletet lehet elérni. A hasonló hőmérsékletekkel dolgozó Carnot-körfolyamat hatásfoka igen kedvező. A valóságos körfolyamatoké természetesen kisebb a Carnot-ciklus ideális hatásfokánál, de így is nagyobb, mint külön-külön a gázturbinás és gőzturbinás ciklusé. Gyakorlatilag, ha az erőmű csak elektromos energiát szolgáltat, 59% érhető el, hőszolgáltató erőmű esetén pedig, ahol az elektromos energia mellett az erőmű ipari gőzt vagy fűtési melegvizet is kiad, az összhatásfok elérheti a 85%-ot is.

## Kiegészítő tüzelés és lapáthűtés
A kombinált erőművet gyakran ellátják a gázturbina után beépített kiegészítő tüzeléssel is, hogy a fejlesztett frissgőz hőmérsékletét vagy mennyiségét megemeljék. Kiegészítő tüzelés nélkül a kombinált erőmű összhatásfoka jobb, azonban a kiegészítő tüzelés lehetővé teszi, hogy az erőmű gyorsabban reagáljon a villamos terhelés ingadozásaira.
Egyes esetekben a gázturbina kilépő gázaiba porlasztanak további tüzelőanyagot. Ez azért lehetséges, mert a gázturbina kilépő gázai tartalmaznak még szabad oxigént. A gázturbina belépő hőmérsékletének felső korlátja szükségessé teszi, hogy az optimális arányoktól eltérő légfelesleggel üzemeltessék a rendszert. Több gázturbinánál a kompresszor által szolgáltatott levegő egy része elkerüli az égésteret, ezzel a turbinalapátokat hűtik.

## Kombinált ciklusú erőművek tüzelőanyaga
Tüzelőanyagnak leggyakrabban földgázt használnak, de előfordul olaj, szintetikus gáz vagy más tüzelőanyag is.

## Higany mint munkaközeg
Történtek kísérletek arra, hogy két, különböző munkaközeget használó Rankine-körfolyamatot kombináljanak. 1923-tól Hartfordban (Connecticut állam, Amerikai Egyesült Államok) üzemelt egy olyan hőerőmű, melynek első körfolyamata higanyt használt munkaközegként. A higany kritikus hőmérséklete 1000 °C felett van, telített gőzének nyomása 600 °C-on sem haladja meg az 50 bart. Az erőmű első turbinájából 224 °C-on kilépő higany egy hőcserélőben lecsapódik, és elpárologtatja a második körfolyamat munkaközegét, a vizet. Mindkét körfolyamatban a nyomás mérsékelt értéken marad, ami a konstrukciót olcsóbbá és rugalmasabbá teszi. Gond a higany magas árával és (még gőzeiben is) mérgező voltával van, ezért ez a hatásfokjavító módszer nem terjedt el.

## Nyíregyházi Kombinált Ciklusú Erőmű
Magyarországon 2007-ben helyezték üzembe a csúcstechnológiájú Nyíregyházi Kombinált Ciklusú Erőmű Kft. telephelyén az első ilyen hazai erőművet. Az erőmű 47 MW villamos és 68 MW hőteljesítményt képes leadni igen kis kén-dioxid- és nitrogén-oxid-kibocsátás mellett. 37 dB-es zajszintje lehetővé tette, hogy Nyíregyháza belterületén építsék fel. Hatásfoka 89%.
- A gázturbina generátorának kapocsteljesítménye maximum 32,7 MW
- A gőzturbina generátorának kapocsteljesítménye maximum 22,3 MW
- Névleges kiadott teljesítmény 47,1 MW
- Maximális hőkiadás 68 MW, ebből
  - forróvíz 64 MW
  - gőz maximum 60 t/h

A gázturbina Hitachi gyártmányú 7280 1/min fordulatszámú gép. A 17 fokozatú axiális kompresszor 28 bar nyomásra sűríti a levegőt, az égéstér után a gáz hőmérséklete 1300 °C, amely 3 fokozatú gázturbinát hajt; a hozzá kapcsolt generátort a Siemens gyártotta. 
A gőzturbina Siemens SST 600 típusú, 9400 1/min fordulatszámú gép, fogaskerekes reduktoron keresztül hajtja meg az ugyancsak Siemens gyártmányú generátort. A gőzturbina frissgőz-paraméterei: 45 bar/497 °C,